# لیبانیا گرنو
لیبانیا گرنو (اسپانیایی: Libania Grenot‎؛ زادهٔ ۱۲ ژوئیهٔ ۱۹۸۳) دونده سرعت زن کوبایی‌تبار اهل ایتالیا است.